# Чемпионат Европы по фехтованию 2003
Чемпионат Европы по фехтованию в 2003 году прошёл с 27 июня по 3 июля в Бурже (Франция). Поединков за третье место в индивидуальном первенстве не проводилось, а бронзовые медали получали оба спортсмена, проигравшие полуфинальные бои; среди команд поединки за третье место проводились.

## Общий медальный зачёт
| Место | Страна      | Золото | Серебро | Бронза | Всего |
| ----- | ----------- | ------ | ------- | ------ | ----- |
| 1     | Россия      | 5      | 3       | 5      | 13    |
| 2     | Франция     | 2      | 1       | 4      | 7     |
| 3     | Венгрия     | 2      | 1       | 2      | 5     |
| 4     | Италия      | 1      | 3       | 3      | 7     |
| 5     | Польша      | 1      | 0       | 2      | 3     |
| 6     | Германия    | 1      | 0       | 1      | 2     |
| 7     | Эстония     | 0      | 2       | 0      | 2     |
| 8     | Португалия  | 0      | 1       | 0      | 1     |
| 8     | Украина     | 0      | 1       | 0      | 1     |
| 10    | Азербайджан | 0      | 0       | 1      | 1     |
| Всего | Всего       | 12     | 12      | 18     | 42    |

## Медалисты

### Мужчины
| Дисциплина                  | Золото                                                                              | Серебро                                                                           | Бронза                                                                               |
| --------------------------- | ----------------------------------------------------------------------------------- | --------------------------------------------------------------------------------- | ------------------------------------------------------------------------------------ |
| Шпага Личное первенство     | Габор Боцко                                                                         | Павел Колобков                                                                    | Томаш Мотыка Юг Обри                                                                 |
| Шпага Командное первенство  | Франция · Юг Обри · Готье Грюмье · Бенуа Жанвье · Жан-Мишель Люсене                 | Украина · Александр Горбачук · Дмитрий Карюченко · Виталий Ошаров · Дмитрий Чумак | Италия · Давиде Шайер · Алессандро Боссалини · Диего Конфалоньери · Джакомо Фальчини |
| Рапира Личное первенство    | Зимон Зенфт                                                                         | Жуан Гомиш                                                                        | Рихард Брёйтнер Жан-Ноэль Феррари                                                    |
| Рапира Командное первенство | Франция · Жан-Ноэль Феррари · Эрванн Ле Пешу · Антуан Мерсье · Теренс Жубер         | Венгрия · Аттила Юнаш · Адам Визлер · Бенце Юхас · Марк Марши                     | Россия · Вадим Аюпов · Вячеслав Поздняков · Руслан Насибуллин · Александр Стукалин   |
| Сабля Личное первенство     | Станислав Поздняков                                                                 | Алексей Якименко                                                                  | Борис Сансон Луиджи Тарантино                                                        |
| Сабля Командное первенство  | Россия · Алексей Якименко · Алексей Фросин · Алексей Дьяченко · Станислав Поздняков | Италия · Джакомо Гвиди · Альдо Монтано · Джампьеро Пасторе · Луиджи Тарантино     | Польша · Марцин Кониуш · Аркадиуш Новиновский · Адам Скродзки · Мачей Томчак         |

### Женщины
| Дисциплина                  | Золото                                                                              | Серебро                                                                             | Бронза                                                                                           |
| --------------------------- | ----------------------------------------------------------------------------------- | ----------------------------------------------------------------------------------- | ------------------------------------------------------------------------------------------------ |
| Шпага Личное первенство     | Татьяна Логунова                                                                    | Маарика Высу                                                                        | Клер Огро Ильдико Минца                                                                          |
| Шпага Командное первенство  | Россия · Татьяна Логунова · Оксана Ермакова · Анна Сивкова · Татьяна Фахрутдинова   | Эстония · Маарика Высу · Хейди Рохи · Ольга Алексеева · Ирина Эмбрих                | Италия · Сильвия Ринальди · Сара Кристина Кометти · Бьянка дель Каррето · Франческа Куондамкарло |
| Рапира Личное первенство    | Габриэлла Варга                                                                     | Валентина Веццали                                                                   | Светлана Бойко Екатерина Юшева                                                                   |
| Рапира Командное первенство | Польша · Сильвия Грухала · Магдалена Мрочкевич · Анна Рыбицка · Малгожата Войтковяк | Италия · Валентина Веццали · Маргерита Гранбасси · Илария Сальватори · Фрида Скарпа | Россия · Светлана Бойко · Екатерина Юшева · Евгения Ламонова · Виктория Никишина                 |
| Сабля Личное первенство     | Илария Бьянко                                                                       | Наталья Макеева                                                                     | Эдина Чаба Елена Нечаева                                                                         |
| Сабля Командное первенство  | Россия · Елена Нечаева · Екатерина Федоркина · Наталья Макеева · Софья Великая      | Франция · Сесиль Аржоля · Леонор Перрюс · Паскаль Виньо · Анне-Лиз Туйя             | Азербайджан · Жанна Сюкаева · Анжела Волкова · Елена Жемаева · Елена Амирова                     |